# Perrierina taxodonta
Perrierina taxodonta is een tweekleppigensoort uit de familie van de Cyamiidae. De wetenschappelijke naam van de soort is voor het eerst geldig gepubliceerd in 1897 door F. Bernard.